# Mama ŠČ!
Mama ŠČ! är en kroatiskspråkig låt framförd av den kroatiska rockgruppen Let 3. Den släpptes den 20 januari 2023 och var Kroatiens bidrag vid Eurovision Song Contest 2023 i Liverpool i Storbritannien.

## Listplaceringar
| Lista (2023)         | Topp- placering |
| -------------------- | --------------- |
| Kroatien (HR Top 40) | 27              |